# Veronica Nyaruai
Veronica Nyaruai Wanjiru (* 29. Oktober 1989 in Nyahururu) ist eine kenianische Leichtathletin, die im Mittel- und Langstreckenlauf an den Start geht.

## Sportliche Laufbahn
Erste internationale Erfahrungen sammelte Veronica Nyaruai bei den Crosslauf-Weltmeisterschaften 2005 in Saint-Étienne, bei denen sie nach 20:39 min die Silbermedaille im Juniorinnenrennen gewann und in der Teamwertung die Goldmedaille gewann. Im Juli siegte sie dann in 9:01,61 min im 3000-Meter-Lauf bei den Jugendweltmeisterschaften in Marrakesch. Im Jahr darauf gewann sie bei den Crosslauf-Weltmeisterschaften in Fukuoka in 19:27 min erneut die Silbermedaille im U20-Rennen und sicherte sich in der Teamwertung erneut die Goldmedaille. Im Sommer siegte sie in 9:02,90 min über 3000 Meter bei den Juniorenweltmeisterschaften in Peking und bei den Crosslauf-Weltmeisterschaften 2007 in Mombasa gewann sie in 21:10 min die Bronzemedaille im Juniorinnenrennen und siegte in der Teamwertung. Im Juli gewann sie bei den Afrikaspielen in Algier in 4:09,11 min die Silbermedaille im 1500-Meter-Lauf hinter der Äthiopierin Gelete Burka, ehe sie bei den Weltmeisterschaften in Osaka mit 4:21,50 min im Halbfinale ausschied. Im Jahr darauf schied sie bei den Hallenweltmeisterschaften in Valencia mit 9:12,68 min im Vorlauf über 3000 Meter aus und im Mai belegte sie bei den Afrikameisterschaften in Addis Abeba in 15:53,55 min den fünften Platz im 5000-Meter-Lauf. Im August nahm sie über 3000 m Hindernis an den Olympischen Sommerspielen in Peking teil und schied dort mit 10:01,69 min in der Vorrunde aus. 2012 gewann sie bei den Afrikameisterschaften in Porto-Novo in 15:40,65 min die Silbermedaille über 5000 Meter hinter ihrer Landsfrau Gladys Cherono und im August wurde sie bei der Athletissima in 8:43,54 min Dritte über 3000 Meter und landete damit erstmals auf dem Podest bei einem Rennen der Diamond League. Seit 2014 fokussiert sie sich vor allem auf den Straßenlauf und siegte 2016 in 53:12 min beim Cherry Blossom Ten Mile Run in Washington sowie in 1:08:58 h beim Palmira-Halbmarathon und Kolumbien. Im Jahr darauf siegte sie in 1:07:58 h beim Houston-Halbmarathon und 2019 siegte sie in 1:14:06 h erneut beim Palmira-Halbmarathon.

## Persönliche Bestzeiten
- 1500 Meter: 4:08,21 min, 12. Mai 2006 in Doha
- 3000 Meter: 8:40,81 min, 20. Juli 2012 in Monaco
- 5000 Meter: 14:44,82 min, 31. Mai 2012 in Rom
- 10.000 Meter: 31:07,56 min, 10. Juni 2017 in Hengelo
- 10-km-Straßenlauf: 31:55 min, 28. Februar 2016 in San Juan
- Halbmarathon: 1:07:58 h, 15. Januar 2017 in Houston
- Marathon: 2:29:03 h, 1. Dezember 2019 in Osaka
- 3000 m Hindernis: 9:37,11 min, 31. Mai 2008 in Neerpelt